# Charles Martin
Charles Henry Martin, född 1 oktober 1863 i Illinois, död 22 september 1946 i Portland, Oregon, var en amerikansk demokratisk politiker och militär. Han var ledamot av USA:s representanthus 1931–1935 och Oregons guvernör 1935–1939.
Martin utexaminerades 1887 från United States Military Academy och gjorde därefter karriär som yrkesmilitär. Han deltog bland annat i spansk-amerikanska kriget och förde befäl över en division i första världskriget. I Kina var han med om att kväsa boxarupproret och motsvarande uppgifter fick han utföra även i filippinsk-amerikanska kriget. År 1927 pensionerades han från USA:s armé som generalmajor.
År 1931 efterträdde Martin Franklin F. Korell som kongressledamot och efterträddes 1935 av William A. Ekwall. Därefter efterträdde han Julius Meier som guvernör och efterträddes 1939 av Charles A. Sprague. Han avled 1946 och gravsattes i Portland.